# Algerije op de Olympische Winterspelen
Algerije maakte in 1992 haar debuut op de Olympische Winterspelen. In de Franse stad Albertville kwam het land met vier deelnemers aan de start.
Op deze pagina staat een overzicht van de belangrijkste prestaties van de Algerijnse sporters op de Olympische Winterspelen. Tot op heden slaagde nog geen enkele Algerijn erin om op de Olympische Winterspelen een medaille te behalen. Algerije was inclusief de Spelen in 2006 2 keer aanwezig. Meer informatie is te vinden op de speciale pagina's: Algerije op de Olympische Winterspelen 1992 en 2006
In totaal hebben vijf Algerijnse alpinekiërs meegedaan aan de Olympische Spelen, tot nu toe was de 40e plaats op het onderdeel afdaling voor vrouwen van Christelle Laura Douibi de beste prestatie. In Turijn heeft ook de 32-jarige langlaufer Nouredinne Maurice Bentoumi geprobeerd een goede prestatie te leveren. Hij finishte echter niet op de 50 kilometer massastart vrije stijl.

## Top 3 prestaties per sport

### Alpineskiën
| prestatie | naam          | jaar |
| --------- | ------------- | ---- |
| 83e       | Mourad Guerri | 1992 |
| 90e       | Kamel Guerri  | 1992 |

| prestatie | naam          | jaar |
| --------- | ------------- | ---- |
| 80e       | Kamel Guerri  | 1992 |
| 85e       | Mourad Guerri | 1992 |

| prestatie | naam                    | jaar |
| --------- | ----------------------- | ---- |
| 40e       | Christelle Laura Douibi | 2006 |

| prestatie | naam                    | jaar |
| --------- | ----------------------- | ---- |
| 48e       | Nacera Boukamoum        | 1992 |
| 51e       | Christelle laura Douibi | 2006 |

| prestatie | naam             | jaar |
| --------- | ---------------- | ---- |
| 42e       | Nacera Boukamoum | 1992 |

## Medailles
Algerije heeft nog nooit een medaille tijdens de Winterspelen behaald.
| Algerije op de Olympische Winterspelen | Algerije op de Olympische Winterspelen | Algerije op de Olympische Winterspelen | Algerije op de Olympische Winterspelen | Algerije op de Olympische Winterspelen |
| -------------------------------------- | -------------------------------------- | -------------------------------------- | -------------------------------------- | -------------------------------------- |
| Jaar                                   | Goud ·                                 | Zilver ·                               | Brons ·                                | Totaal                                 |
| 1924                                   | -                                      | -                                      | -                                      | -                                      |
| 1928                                   | -                                      | -                                      | -                                      | -                                      |
| 1932                                   | -                                      | -                                      | -                                      | -                                      |
| 1936                                   | -                                      | -                                      | -                                      | -                                      |
| 1948                                   | -                                      | -                                      | -                                      | -                                      |
| 1952                                   | -                                      | -                                      | -                                      | -                                      |
| 1956                                   | -                                      | -                                      | -                                      | -                                      |
| 1960                                   | -                                      | -                                      | -                                      | -                                      |
| 1964                                   | -                                      | -                                      | -                                      | -                                      |
| 1968                                   | -                                      | -                                      | -                                      | -                                      |
| 1972                                   | -                                      | -                                      | -                                      | -                                      |
| 1976                                   | -                                      | -                                      | -                                      | -                                      |
| 1980                                   | -                                      | -                                      | -                                      | -                                      |
| 1984                                   | -                                      | -                                      | -                                      | -                                      |
| 1988                                   | -                                      | -                                      | -                                      | -                                      |
| 1992                                   | 0                                      | 0                                      | 0                                      | 0                                      |
| 1994                                   | -                                      | -                                      | -                                      | -                                      |
| 1998                                   | -                                      | -                                      | -                                      | -                                      |
| 2002                                   | -                                      | -                                      | -                                      | -                                      |
| 2006                                   | 0                                      | 0                                      | 0                                      | 0                                      |
| 2010                                   | 0                                      | 0                                      | 0                                      | 0                                      |
| 2014                                   | -                                      | -                                      | -                                      | -                                      |
| 2018                                   | -                                      | -                                      | -                                      | -                                      |
| 2022                                   | -                                      | -                                      | -                                      | -                                      |
| Totaal                                 | 0                                      | 0                                      | 0                                      | 0                                      |